# دانييل غرينبيرغ
دانييل غرينبيرغ (بالإنجليزية: Daniel Greenberg)‏ هو مهندس أمريكي، ولد في 1962.

## وصلات خارجية
- الموقع الرسمي